# 谷都
谷都是指中國廣東省中山市三鄉鎮，神灣鎮，五桂山區石瑩橋一帶。谷都人常使用三鄉話。

## 歷史
- 1152年 香山縣成立，谷字都是其中一個都。
- 1827年 谷字都改為谷都。
- 1880年 谷都改為谷鎮。
- 1910年 谷鎮改為香山縣第五區。